# Doliogethes decipiens
Doliogethes decipiens är en tvåvingeart som beskrevs av Greathead 2006. Doliogethes decipiens ingår i släktet Doliogethes och familjen svävflugor. Inga underarter finns listade i Catalogue of Life.